# Jan Smętek
Jan Tadeusz Smętek (ur. 22 maja 1941 w Rutkach, zm. 28 października 2012) – polski polityk, poseł na Sejm PRL IX kadencji.

## Życiorys
Pracownik „Zwolteksu”. W 1985 uzyskał mandat posła na Sejm PRL IX kadencji. Kandydował w okręgu Sieradz, był posłem bezpartyjnym. Zasiadał w Komisji Przemysłu oraz w Komisji Nadzwyczajnej do rozpatrzenia projektów ustaw zmieniających przepisy dotyczące rad narodowych i samorządu terytorialnego. W wyborach parlamentarnych w 1989 bez powodzenia ubiegał się o reelekcję z okręgu Zduńska Wola. Radny Miejskiej Rady Narodowej w Zduńskiej Woli. Otrzymał Brązowy Krzyż Zasługi.
Pochowany na cmentarzu parafialnym w Zduńskiej Woli.